# Anton Dobmeier

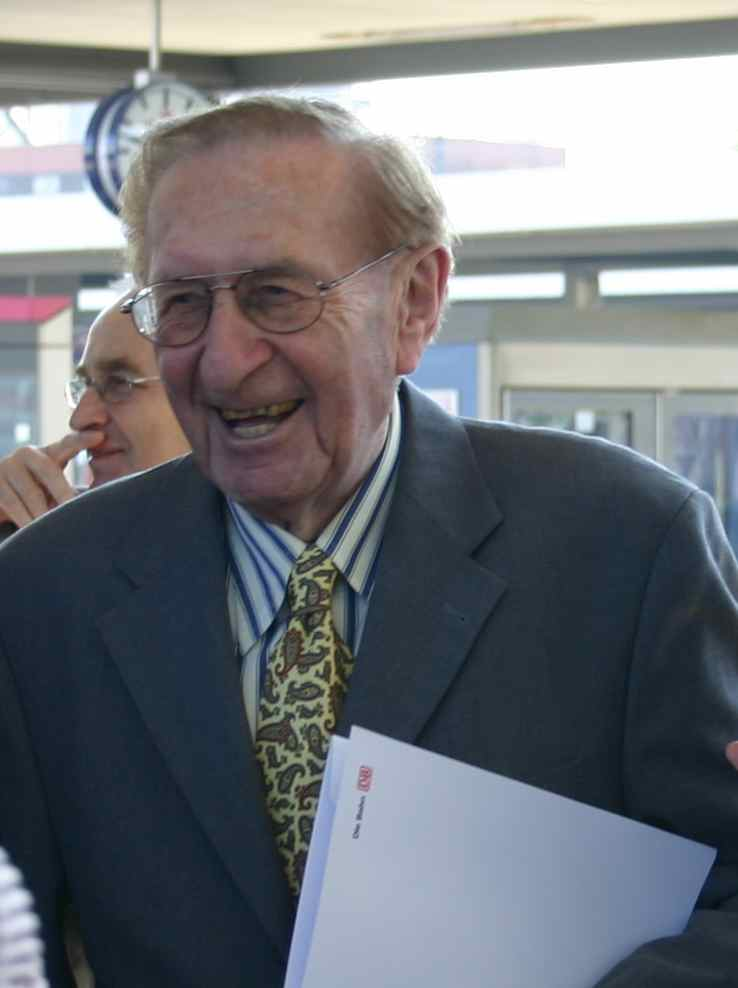
Anton Dobmeier bei der Fahrt mit dem Eröffnungs-ICE der Neubaustrecke Ingolstadt-Nürnberg am 4. Mai 2006

Anton Dobmeier (* 26. Februar 1921 in Seligenporten; † 8. Dezember 2011 in Hersbruck) war ein deutscher Politiker (CSU).

## Leben
Dobmeier, geboren 1921 in Seligenporten, besuchte die Volksschule und das humanistische Gymnasium in Burghausen und Amberg. Nach seinem Abitur wurde er zum Reichsarbeits- und Wehrdienst einberufen und nahm am Zweiten Weltkrieg als Frontsoldat teil, wurde als Freiwilliger bei der Infanterie dreimal verwundet und erhielt hohe Kriegsauszeichnungen. Nach Kriegsende studierte Dobmeier Forst- und Staatswissenschaften an der Universität München und erhielt das Staatsexamen für den höheren forstlichen Staatsdienst und war zuletzt Leitender Forstdirektor in der bayerischen Staatsforstverwaltung.

## Wirken
Dobmeier war Gemeinderat in Hersbruck und Kreisgeschäftsführer, später Vorsitzender des CSU-Kreisverbandes Hersbruck beziehungsweise Nürnberger Land. Er war Kreisrat und Fraktionsvorsitzender im Landkreis Hersbruck, Mitglied des Bezirkstags Mittelfranken und später Kreisrat des Landkreises Nürnberger Land. Von 1974 bis 1990 war Dobmeier Mitglied des Bayerischen Landtags. Er wurde im Stimmkreis Nürnberger Land stets direkt gewählt.
Anton Dobmeier verstarb am 8. Dezember 2011 im Alter von 90 Jahren.

## Auszeichnungen
- 1986: Staatsmedaille in Silber, in Anerkennung seiner besonderen Verdienste um die bayerische Forstwirtschaft[4]
- 2001: Bürgermedaille der Stadt Hersbruck[5]